# Lo que surja
 (juillet 2015).
Si vous disposez d'ouvrages ou d'articles de référence ou si vous connaissez des sites web de qualité traitant du thème abordé ici, merci de compléter l'article en donnant les références utiles à sa vérifiabilité et en les liant à la section « Notes et références ».
Lo que surja (ou LQS) est la première mini-série homosexuelle réalisée en Espagne par l'association culturelle Singermorning et diffusée sur Internet.
Ses deux premières saisons ont connu un grand succès à la fois pour leur façon de traiter l'homosexualité, la proximité et la fraîcheur de ses histoires et à cause de leur mode de diffusion à travers Internet.
Drague sur Internet, confessions, une sortie du placard et beaucoup d'humour sont quelques éléments qui composent cette production dans laquelle on narre les histoires de plusieurs garçons gays de la ville de Valence, d'une manière décontractée. Les garçons de la série ont entre 22 et 28 ans.

## Impact médiatique
La série a eu un grand impact dans divers forums, blogs et autres pages personnelles. La première brève saison de cinq épisodes réalisée en 2006 a été vue par un grand nombre d'internautes et a incité à la réalisation d'une deuxième saison en 2007 puis d'une troisième et dernière saison diffusée à partir de 2009. Les médias espagnols se sont intéressés au succès de cette série non diffusée à la télévision, en particulier El País, Telecinco, Cadena SER, Cuatro etc.

## Première saison
La première saison est composée de 5 épisodes ayant durée variant entre 5 et 10 minutes. Elle a été mise en ligne fin octobre 2006. Ses protagonistes sont 5 garçons gays et 1 hétérosexuel de Valence représentant des profils différents. Les épisodes de la première saison sont :
1. Piloto
2. Citas para recordar
3. El ambiente
4. Nuevas experiencias
5. El final de la noche

## Deuxième saison
La seconde saison de Lo que surja arrive avec force le 17 juin 2007, grâce à la collaboration dans le premier épisode de Manuela Trasobares, premier conseiller municipal transsexuel d'Espagne, et de l'actrice Carmen Machi.
D'autres personnalités du monde du cinéma et de la télévision feront une apparition au cours de cette saison.
La seconde saison de LQS s'avère plus ambitieuse que la première, quant à la technique narrative et audiovisuelle, s'imprégnant du style de séries américaines comme Desperate Housewives et la musique instrumentale, composée par Robert Pérez (qui est aussi acteur dans la série), imite le style orchestral des bandes sonores américaines. De même, la photographie (J. Daniel López) et le format panoramique dans lequel est tourné la série, essaye de s'éloigner du format télévisuel en 4/3, tellement commun dans les séries espagnoles, pour être le plus cinématographique possible malgré l'aspect amateur propre à cette série.
La saison est composée de 6 épisodes de 15 à 20 minutes, dont les titres sont les suivants :
1. Voy a contarlo
2. Sucedió una noche
3. Aquellos maravillosos años
4. Plan 69
5. Mentiras arriesgadas
6. El diablo viste de Zara

## Troisième saison
Celle-ci est la dernière saison de la série. Son lancement officiel a été fait en septembre 2009, toutefois le premier chapitre a été présenté en preview le 28 juin 2008 à l'occasion de la Gay Pride.
Les épisodes de la troisième saison durent entre 20 et 25 minutes, les titres sont les suivants :
1. No soy gay
2. Chico busca Chica
3. Alter Ego
4. Sospechosos habituales
5. Abre los ojos
6. Sexo En la ciudad
7. Yo nunca...
8. Mala Suerte (mis en ligne le 2 mai 2010)
9. Orgullo gay (épisode double à venir)